# CMC 마그네틱스
 CMC 마그네틱스(CMC Magnetics Corporation, 중국어 정체자: 中環股份有限公司)는 대만 소재의 기업이며, 광디스크 제품을 제조한다. 1978년에 창립되었다. 대만, 중국(Memorex, HP (기업), 필립스, TDK, Maxell)과 홍콩(Memorex, 필립스)에 공장이 위치하고 있다.

## 제품
CMC는 CD와 DVD 저장매체를 제조하며, HP (기업), Imation, 필립스 등의 기업에 OEM 납품하고 있다.

## 같이 보기
- 타이완의 기업 목록